# Frank Van Bogaert

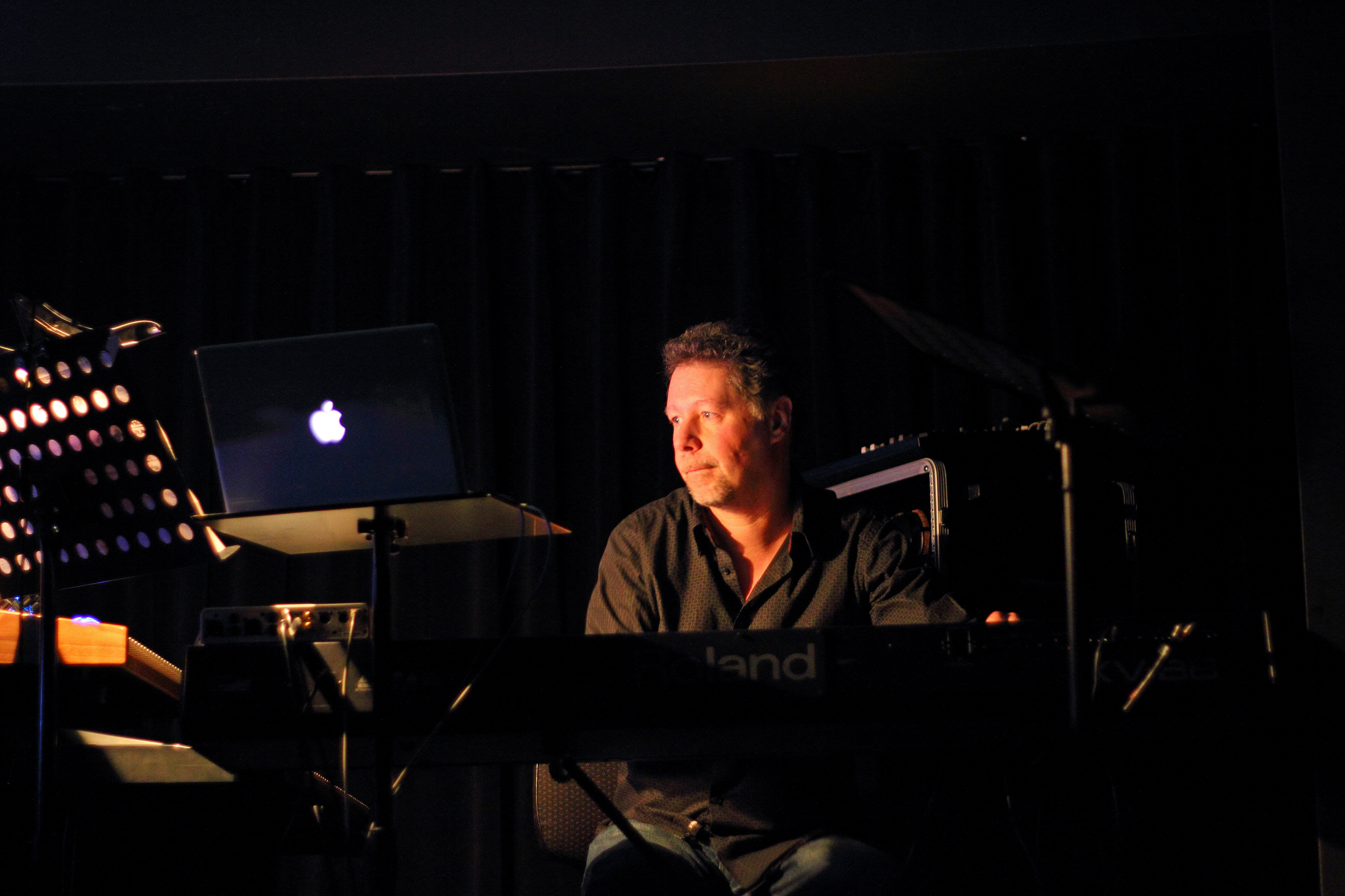
Bei einem Konzert im Rahmen der Schallwelle-Preisverleihung 2012

Frank Van Bogaert (* 3. Juni 1962 in Sint-Joost-ten-Node) ist ein belgischer Musiker im Genre der elektronischen Musik. Er begann seine musikalische Karriere im Alter von 18 Jahren in der New-Wave-Band 1000 Ohm, die sich nach etwa 200 Live-Auftritten 1987 wieder trennte. Diese Zeit prägte Frank van Bogaert nach eigener Aussage sehr. Nach der Auflösung der Band betrieb er zunächst ein kommerzielles Tonstudio, das er 1997 auch für eigene Produktionen nutzte.
Die Musik von Frank van Bogaert ist melodisch und kraftvoll und erinnert vielerorts an die von Vangelis, stellenweise kommen auch Elemente der New-Age- und der Weltmusik auf.
Er publiziert seine Veröffentlichungen beim niederländischen Fachlabel „Groove Unlimited“.

## Diskografie
- 1998 – Colours
- 1999 – Geographic
- 2000 – Docking
- 2002 – Human
- 2003 – Hi-Tech-Hippies / l'Etang (CD-Single)
- 2004 – Closer
- 2005 – One Out of Five – The Best of
- 2006 – Nomads
- 2009 – Air Machine (mit Erik Wøllo)
- 2024 – Sounds From Higher Grounds